# Alphabet général des langues camerounaises
L’Alphabet général des langues camerounaises (AGLC) est un ensemble de règles orthographiques créé pour les langues du Cameroun,. Cet alphabet est basé sur l'alphabet latin et utilise des lettres supplémentaires. Il provient de l’Alphabet des langues bantoues de 1970. Il a été créé en 1978, édité par Maurice Tadadjeu et Étienne Sadembouo, testé pendant un an et adopté sous l’égide de l’université de Yaoundé et de la recherche scientifique (ONAREST) avec la participation des linguistes de SIL International. Il est publié à nouveau en 1984. L’Association nationale des commissions de langues camerounaises (ANACLAC) a adopté l’AGLC comme alphabet et son orthographe pour ses travaux en langues camerounaises.

## Graphèmes minuscules et majuscules, et valeurs phonémiques

### Voyelles
| Point d’articulation | Antérieur | Central arrondi     | Central non arrondi | Postérieur     |
| -------------------- | --------- | ------------------- | ------------------- | -------------- |
| Haut                 | i I /i/   | ɨ Ɨ /ɨ/, /ɪ/ ou /y/ | ʉ Ʉ /ʉ/, /ɯ/ ou /ʊ/ | u U /u/        |
| Mi-haut              | e E /e/   | ø Ø /ø/             | ɤ /ɤ/ ou /ʌ/        | o O /o/        |
| Mi-bas               | ɛ Ɛ /ɛ/   | œ Œ /œ/             | ə Ə /ə/             | ɔ Ɔ /ɔ/        |
| Bas                  | æ Æ /æ/   |                     | a A /a/             | ɑ Ɑ /ɑ/ ou /ɒ/ |

Notes

Forme de l’alpha majuscule et minuscule dans l’AGLC.

- La lettre cornes de bélier ‹ ɤ › ne semble pas être utilisée.
- La lettre alpha latin ‹ ɑ › (ressemblant à l’alpha grec ‹ α › classique) n’est pas à confondre avec la lettre ‹ a › qui peut avoir deux graphèmes, le a moderne (avec son œil de base plus petit laissant la place pour la boucle supérieure) et le ‹ a › cursif (avec son œil de base de même hauteur que les autres minuscules, mais sans sa boucle, un aspect qu'on peut retrouver dans ‹ a › en style italique).
- Les voyelles nasales sont indiquées à l’aide d’une cédille ‹ ◌̧ › sous celles-ci, comme ‹ a̧ ȩ ɛ̧ ə̧ i̧ ɨ̧ o̧ ɔ̧ u̧ ›.

### Consonnes
| Bilabial         | Bilabial | Labio-dental | Labio-dental | Dental     | Dental     | Alvéolaire | Alvéolaire | Post-alvéolaire | Post-alvéolaire | Palatal   | Vélaire   | Vélaire | Glot.     | Labio-vélaire | Labio-vélaire |            |
| Occlusif         | p P /p/  | b B /b/      |              |            |            |            | t T /t/    | d D /d/         |                 |           |           | k K /k/ | g G /ɡ/   | ʼ ʼ /ʔ/       | kp Kp /k͡p/    | gb Gb /ɡ͡b/ |
| Injectif         |          | ɓ Ɓ /ɓ/      |              |            |            |            |            | ɗ Ɗ /ɗ/         |                 |           | ƴ Ƴ /ʄ/   |         |           |               |               |            |
| Affriqué         |          |              | pf Pf /p͡f/   | bv Bv /b͡v/ | tf Tf /t͡θ/ | dv Dv /d͡ð/ | ts Ts /t͡s/ | dz Dz /d͡z/      | c C /t͡ʃ/        | j J /d͡ʒ/  |           |         |           |               | kf Kf /k͡f/    | gv Gv /ɡ͡v/ |
| Fricatif         |          |              | f F /f/      | v V /v/    |            |            | s S /s/    | z Z /z/         | sh Sh /ʃ/       | zh Zh /ʒ/ |           | x X /x/ | gh Gh /ɣ/ | h H /h/       | xf Xf /x͡f/    | hv Hv /h͡v/ |
| Nasal            |          | m M /m/      |              |            |            |            |            | n N /n/         |                 |           | ny Ny /ɲ/ |         | ŋ Ŋ /ŋ/   |               |               | ŋm Ŋm /ŋm/ |
| Spirant latéral  |          |              |              |            |            |            |            | l L /l/         |                 |           |           |         |           |               |               |            |
| Fricatif latéral |          |              |              |            |            |            | sl Sl /ɬ/  | zl Zl /ɮ/       |                 |           |           |         |           |               |               |            |
| Vibrant          |          | /ʙ/          |              | vb Vb /ⱱ/  |            |            |            | r R /r/         |                 |           | ẅ Ẅ /β/   |         |           | y Y /j/       |               | w W /w/    |

Notes
- Des digraphes peuvent être utilisés pour indiquer l’aspiration avec le h (‹ ph ›, ‹ kh ›, ‹ th ›, etc.), la palatalisation avec le y (‹ py ›, ‹ ky ›, ‹ ty ›, etc.) ou la labialisation avec le w (‹ pw ›, ‹ kw ›, ‹ tw ›, etc.).
- Les consonnes rétroflexes peuvent être représentées à l’aide de digraphes avec le r (‹ dr ›, ‹ tr ›, etc.) ou de lettres avec cédille (‹ ḑ ›, ‹ ţ ›, etc.).
- La prénasalisation est indiquée à l’aide de digraphes avec le m ou n (‹ nk ›, ‹ ng ›, etc.).
- Les consonnes préglottalisées sont représentées à l’aide de digraphes utilisant l’apostrophe (‹ ʼb ›, ‹ ʼd ›, etc.).

## Notation des tons
Les tons sont indiqués à l’aide de signes diacritiques :
- le ton haut avec l’accent aigu : á ;
- le ton moyen avec le macron : ā ;
- le ton central bas avec le trait vertical : a̍ ;
- le ton bas avec l’accent grave : à ;
- le ton montant avec le caron : ǎ ;
- le ton descendant avec l’accent circonflexe : â.

Dans les langues où il n’y a pas de distinction entre les voyelles courtes et les voyelles longues, les tons montant et descendant peuvent être transcrits en doublant la lettre avec les signes de tons haut et bas : àá pour le ton montant et áà pour le ton descendant.